# 肖伯特冰原島峰
85°31′S 162°14′W / 85.517°S 162.233°W
肖伯特冰原島峰（英語：Schobert Nunatak），是南極洲的冰原島峰，位於阿蒙森海岸，處於迪安山以東7公里，屬於毛德王后山脈中夸爾斯山脈的一部分，現時由南極條約體系管理。